# G (латиниця)
G, g («ґе») — сьома літера латинського алфавіту, присутня практично в усіх графічних системах на його основі.

## Історія
Літера g впроваджена до латинської абетки в докласичний період як графічний варіант літери c: для розрізнення звуків /ɡ/ і /k/, що доти позначалися однією c. Винахідником літери вважається вільновідпущеник Спурій Карвілій Руґа (Spurius Carvilius Ruga), перший римлянин, який відкрив приватну школу (близько 230 р. до н. е.). У цей час запозичена ще з етруського алфавіту k виходить з ужитку, а c, що передавала /ɡ/ і /k/, починає передавати тільки /k/ (у будь-яких позиціях).
Положення літери g в абетці Руґи вказує на те, що абетковий порядок, пов'язаний з числовими значеннями букв згідно з грецькою системою, зберігав важливість і в III ст. до н. е. Згідно з деякими письмовими свідченнями, у ранній латинській абетці сьомою літерою була z, вилучена десь на початку III ст. до н. е. цензором Аппієм Клавдієм, який знайшов її безсмачною і чужоземною.

## Назва і вимова
Часто, але не завжди, позначає звук [g] — дзвінкий м'якопіднебінний проривний приголосний.
Називається в латинській та німецькій мовах «ґе», у французькій мові — «же», в англійській мові — «джі», в іспанській мові — «хе».

## В українській абетці
Літера g використовувалася в деяких системах українського правопису для передачі звука /g/, який зараз позначається буквою ґ (gраты, gроно, проgресъ, Gанжа, Gалаgанъ). У 19 столітті цю літеру вживали Амвросій Метлинський (1839), Левко Боровиковський («Байки й прибаютки», 1852), Пантелеймон Куліш («Граматка», 1857, та ін.), видавці журналу «Основа» (1861—1862), упорядник збірника «Українські приказки, прислів'я і таке інше» М. Номис (1864). Останнім прихильником цього варіанту запису був харківський літератор М. Лободовський, який 1910 р. обстоював латинську літеру, бо «і чепурна, і навчає чужої мови букву».

## Інше вживання

### Велика літера
- У біохімії — символ гліцину і гуанозину, також тип білка (G-білки).
- В астрономії — префікс попереднього позначення комет, астероїдів і малих планет, відкритих з 1 по 15 квітня будь-якого року.
- У міжнародній системі номерних знаків транспортних засобів — позначення Габону.
- У музиці — літерне позначення ноти соль.
- У фізиці — гравітаційна стала.

### Мала літера
- У фізиці — одиниця прискорення, викликаного гравітацією.

### Лігатури
- ₲ — символ парагвайського гуарані.

### Інше
- У масонській символіці літеру пов'язують з Богом (God, Gott) і геометрією.
- У мовах програмування G — мова програмування, що використовується в LabVIEW.
- У фінансах — на Нью-Йоркській фондовій біржі позначає компанію «Gillette».
- У поштових індексах перша буква: в Канаді позначає провінцію Квебек; у Великій Британії — Глазго.
- У кіно G — рейтинг General audiences по системі рейтингів Американської кіноасоціації — «Фільм демонструється без обмежень»

## Способи кодування
В юнікоді прописна G записується U+0047 , а мала g — U+0067.
Код ASCII для великої G — 71, для малої g — 103; або у двійковій системі 01000111 та 01100111, відповідно.
Код EBCDIC для великої G — 199, для малої g — 135.
NCR код HTML та XML — «G» та «g» для великої та малої літер відповідно.
| Фонетичний алфавіт НАТО   | Фонетичний алфавіт НАТО | код Морзе                      | код Морзе    |
| Golf                      | Golf                    | ––·                            | ––·          |
|                           |                         |                                | ⠛            |
| Морський прапорний сигнал | Семафорна абетка        | Американська мова жестів (ASL) | Шрифт Брайля |